# Bruselin de Przewalski
Urocynchramus pylzowi
Famille
Genre
Espèce
Statut de conservation UICN

 LC  : Préoccupation mineure
Le Bruselin de Przewalski (Urocynchramus pylzowi), unique représentant du genre Urocynchramus et de la famille des Urocynchramidae, est une espèce de passereaux endémique des montagnes du centre de la Chine.